# Rievocazione storica

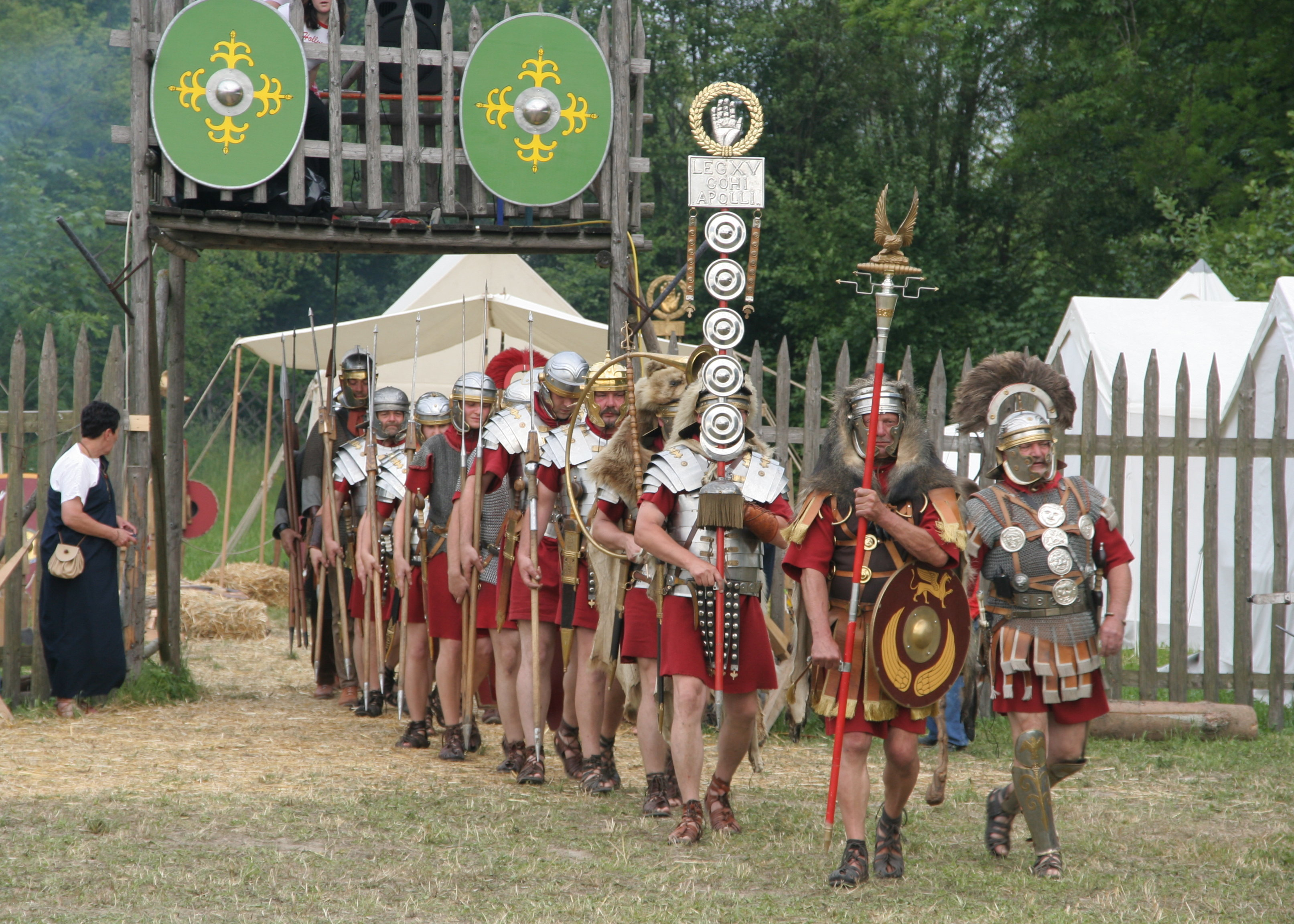
Una legione romana esce dal castrum preceduta dallaquilifer

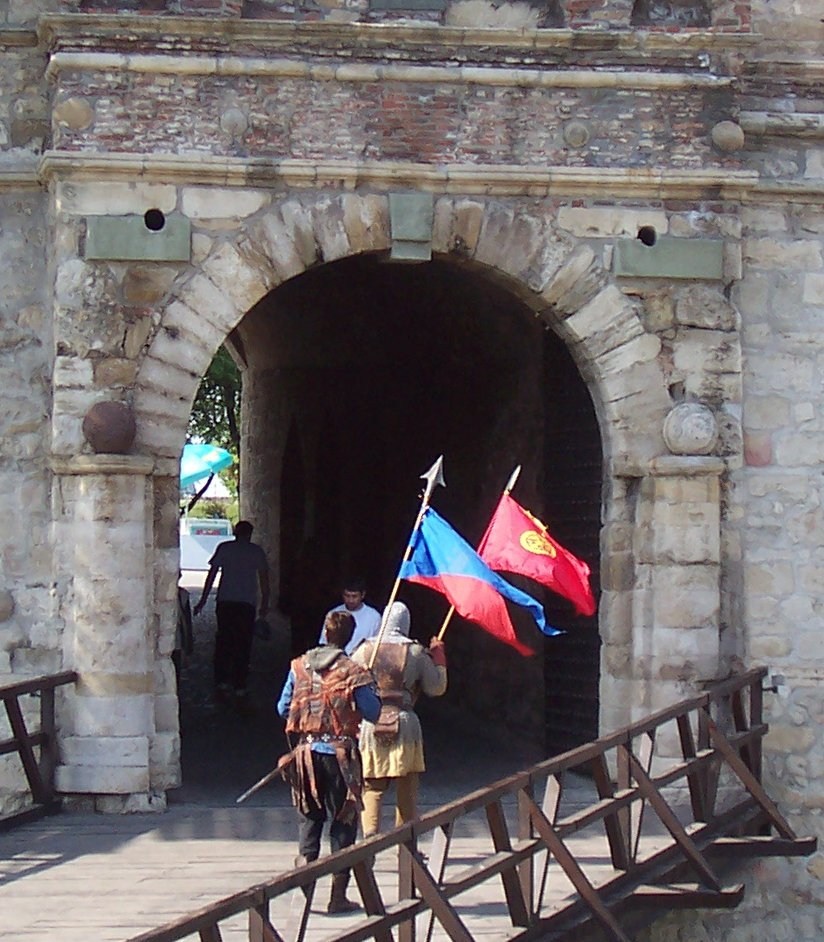
Due gonfalonieri serbi alle porte di Belgrado

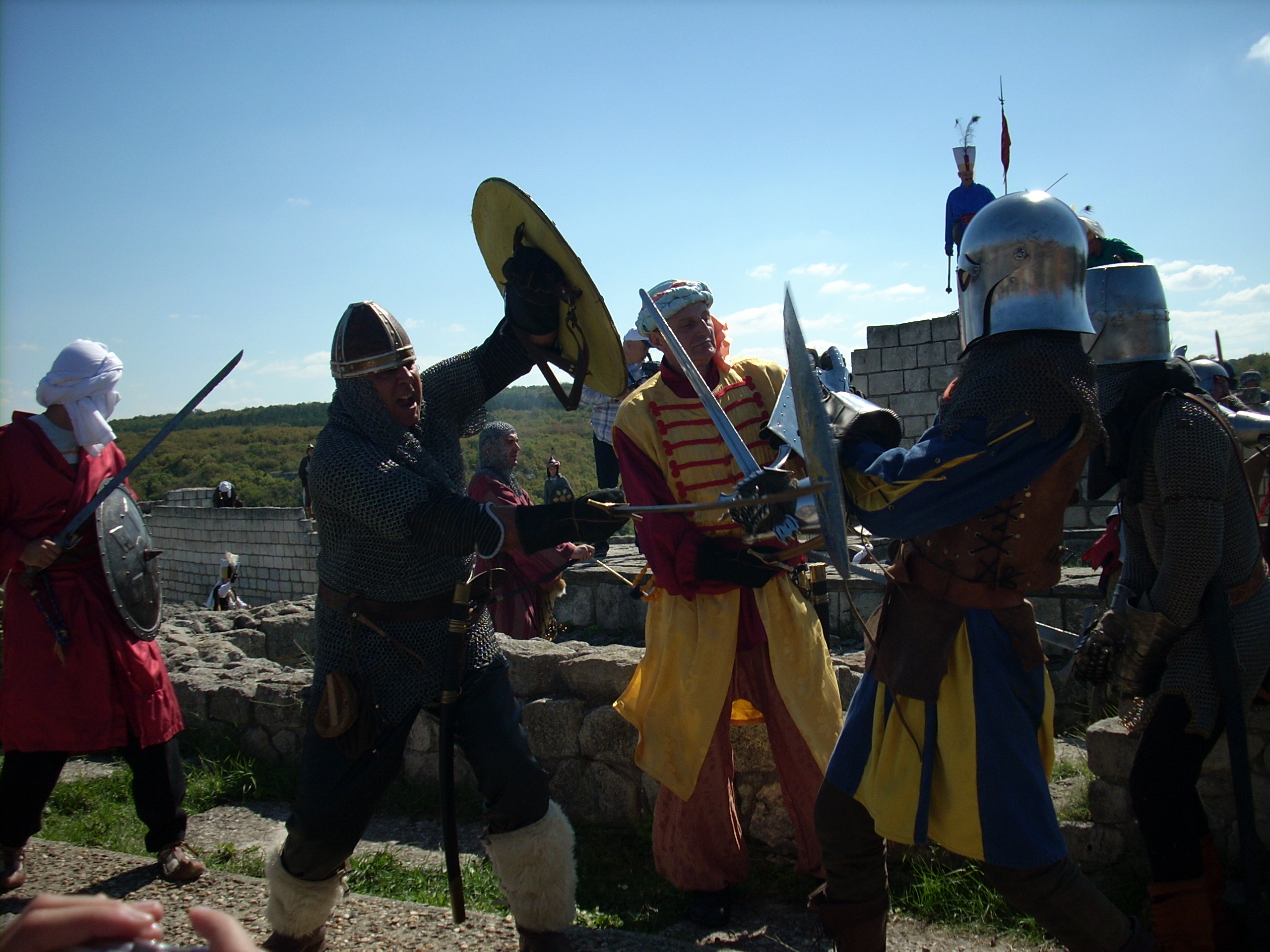
Rievocazione della Battaglia di Varna del 1444

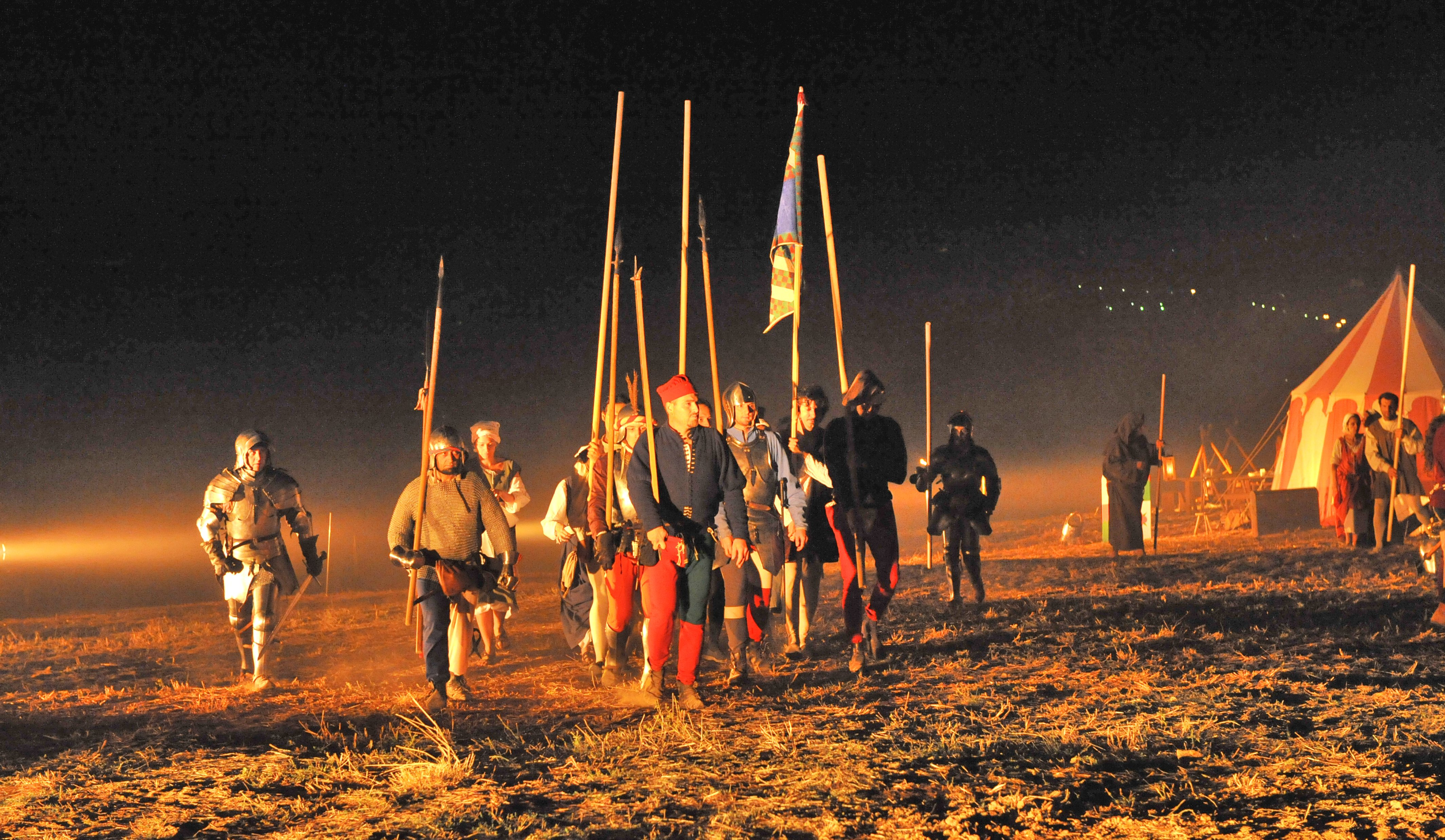
Rievocazione dell'assedio di Gradara del 1446

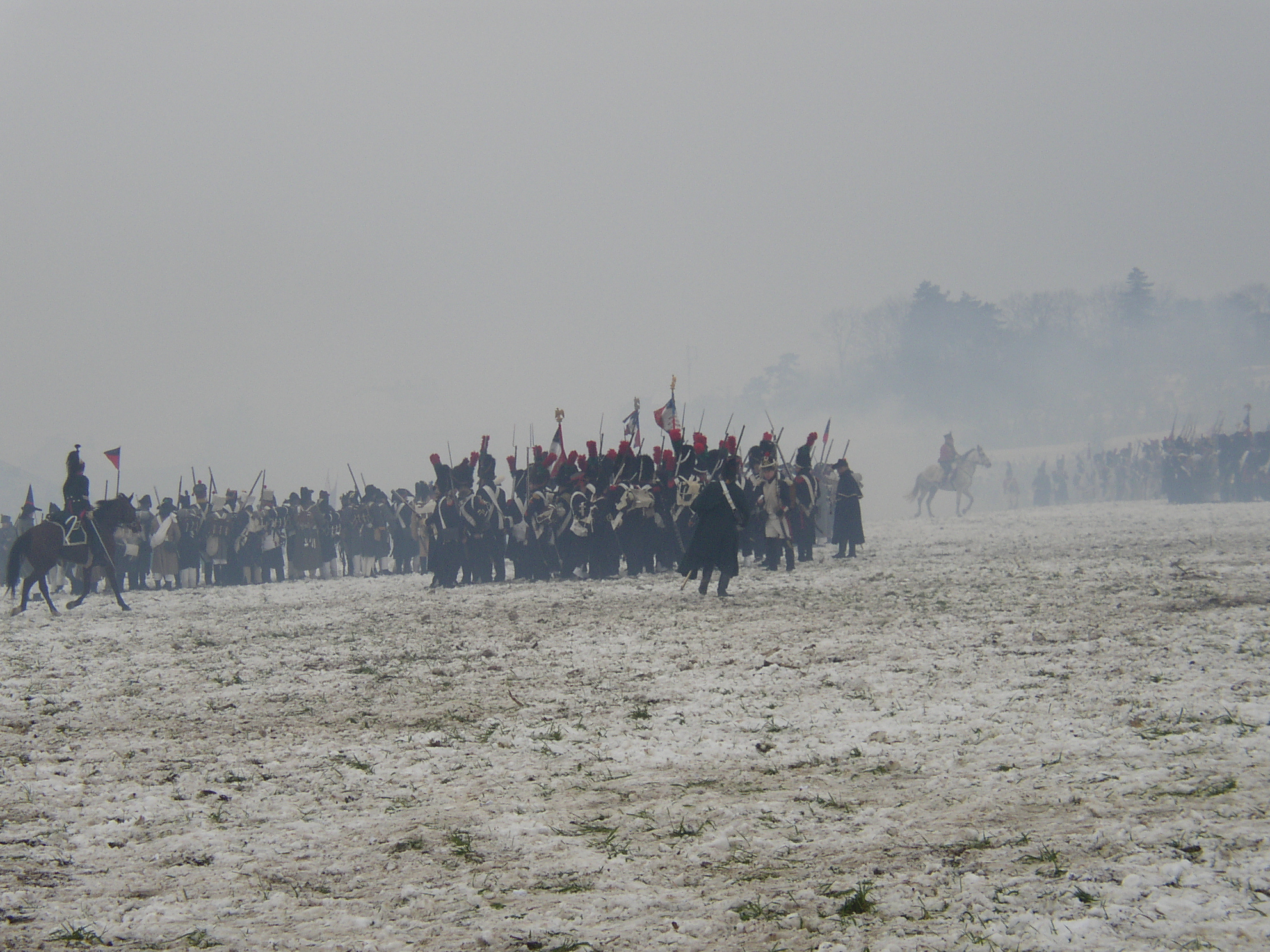
Rievocazione della Battaglia di Austerlitz

La rievocazione storica è un'attività con cui si intende riproporre vicende o situazioni di epoche passate. Negli ultimi anni questo fenomeno è stato sempre più oggetto di attenzioni per il sempre maggior numero di persone che ne sono entrate a far parte.
La rievocazione storica è stata spesso confusa con attività folkloristiche o feste paesane. Tuttavia, malgrado vi siano feste di tipo rievocativo o feste e sagre in cui avvengono spettacoli di rievocazione, lo scopo della rievocazione storica propriamente detta rimane l'intento di valorizzare e riscoprire le tradizioni storico-culturali di un popolo.
I rievocatori storici (o più semplicemente rievocatori) cercano quindi di riportare in vita la storia ricostruendo repliche di reperti archeologici (armi, utensili, abiti ecc.) e usandoli.
Attraverso questo processo di archeologia sperimentale si è in grado di capire in maniera più completa il passato. Per esempio basandosi su una miniatura si può ricreare un vestito così come lo si vede, ma è indossandolo che si capisce perché le maniche sono fatte in un modo piuttosto che in un altro e così via. Similmente, è brandendo un'arma che se ne capisce l'efficacia effettiva, e da questa consapevolezza si può arrivare a capire quale fosse la tecnica più adatta per maneggiarla. 
Nelle fonti storiche da cui si attinge (come manoscritti e icone) spesso si trovano descrizioni più o meno dettagliate riguardo all'oggetto in sé, i ritrovamenti archeologici ne provano l'esistenza e l'archeologia sperimentale la spiega.
Analizzare la storia senza trascurarne l'aspetto della quotidianità permette quindi di sfatare molti dei miti riguardo al passato creati durante il romanticismo. Miti che appunto restano tali ma devono essere letti in chiave etico-morale per comprendere il significato di un determinato momento storico e tramandarne il giusto valore che possa essere utile ai posteri. Il passato non è necessariamente peggiore del presente, ragion per cui, il rievocatore storico deve, in parte, essere capace di trasmettere la mentalità e il sistema di credenze che la popolazione rievocata viveva restando equidistante nell'oggettività.
L'età dei rievocatori è sorprendentemente eterogenea, la loro provenienza abbraccia praticamente tutte le figure professionali e il periodo storico rievocato va dalla pre e protostoria alla seconda guerra mondiale, passando attraverso le legioni dell'antica Roma il Medioevo, l'epopea napoleonica, il Risorgimento e la prima guerra mondiale.

## Periodi rievocati
I gruppi interessati a queste attività (indicati con il nome di Gruppi Storici) si suddividono per periodo storico ed evento trattato. Lo scopo è di creare un gruppo di rievocazione storica che analizzi e discuta le sfaccettature di un determinato evento con particolare attenzione per ciò che riguarda gli abiti, le danze, le armi, le armature e il loro utilizzo.
Fra i periodi più popolari nelle rievocazioni ricordiamo:
- Rievocazioni dell'antichità[1]
- Rievocazioni medievali[2]; rievocazioni di giostre medievali[2][3]
- Rievocazioni del periodo rinascimentale[3]
- Rievocazioni dell'Età Moderna e del Settecento
- Rievocazioni delle Battaglie Napoleoniche
- Rievocazioni del Barocco[4]
- Rievocazioni del Risorgimento Italiano[5]
- Rievocazioni della guerra civile americana
- Rievocazioni della prima guerra mondiale
- Rievocazioni della seconda guerra mondiale
- Rievocazioni della guerra del Vietnam

## Rievocazioni permanenti
- Natale di Roma - Roma
- Palio di Siena - Siena
- Giostra del Saracino - Arezzo
- Rievocazione Storica - Ponsacco (Pisa)
- Palio del drappo verde - Verona
- Battaglia del Metauro - Montefelcino
- Battaglia del Sentino - Sassoferrato (AN)
- Nostra Principalissima Patrona - Castellammare del Golfo
- Antica fattoria di Butser - Inghilterra
- Parco di Middelaldercentret - Danimarca
- Colonia di Williamsburg - Virginia (USA)
- Villaggio medievale di Cosmeston - Galles
- Vecchia città di Aarhus - Danimarca
- Archeodromo delle Madonie
- Museo provinciale degli usi e costumi
- Archeon - Olanda
- Battaglia di Gettysburg - Pennsylvania (USA)
- Archeodromo di Poggibonsi
- Calcio storico fiorentino - Firenze
- Ottava de Santo Egidio - Orte
- Palio del Diotto - Scarperia
- Battaglia del Fosso del Buonincontro - Soriano nel Cimino (VT)
- Battaglia dell'XI secolo - Taranto
- Parco del Puy du Fou - Francia
- Romaland - Roma
- Villaggio di Grazzano Visconti - Vigolzone (Piacenza)
- Carnevale di Venezia - Venezia
- Disfida di Barletta - Barletta

## Libertà storiche e rievocazione storica
Alcune libertà storiche ed eventi di fantasia sono elementi ricorrenti nella rievocazione storica: non è difficile ritrovare abbigliamento e attrezzature non storicamente corretti (per esempio, capi di abbigliamento sintetico in una ambientazione medievale), o mettere in scena avvenimenti mai avvenuti di pura fantasia, che non hanno alcun fondamento con la storia conosciuta. Diverso è il caso delle rievocazioni nei cui cortei esistono particolari figure ispirate all'immaginario medievale, solo se la tradizione locale lo consente e solo laddove ha un senso.
Mentre molti gruppi di rievocazione tendono a seguire una interpretazione flessibile della storia (talvolta mescolando attrezzature da periodi strettamente connessi, per esempio), alcuni fanno un passo in più e mescolano elementi storici con elementi di fantasia, o incorporano la tecnologia moderna in un ambiente storico (spesso si tratta di interventi mirati ad aumentare la sicurezza o ridurre i costi, come la realizzazione di armi da mischia di gomma o di plastica piuttosto che ghisa, ferro o acciaio).
Notevoli esempi di questa variazione sul tema sono la Society for Creative Anachronism fiere rinascimentali che mischiano elementi medievale ad abbigliamento e attività di fantasia. Tuttavia molte fiere rinascimentali hanno cominciato a frenare la fantasia inserendo elementi che hanno più attinenze storiche.
Vi sono inoltre gruppi di appassionati di giochi di ruolo che organizzano vere e proprie partite di gioco di ruolo dal vivo, in costume.

## Rievocazioni commerciali
In alcuni paesi i castelli, i musei storici o altri luoghi di interesse turistico (come i parchi a tema) assumono attori professionisti nelle rievocazioni. Il tutto di solito è elaborato per ricreare uno scorcio di un determinato paese o villaggio e le sue attività in un determinato periodo temporale. Le rievocazioni commerciali solitamente seguono una coreografia e un copione. Anche i centri commerciali organizzano talvolta eventi in costume.

## Da supporto ai media
Il mondo del cinema ed i programmi televisivi si rivolgono spesso a gruppi di rievocazione; film di ambientazione storica come Glory - Uomini di gloria, Baciami piccina, Sangue pazzo o documentari come quelli creati per il programma televisivo Quark, La Macchina del tempo, Voyager hanno tratto grandi vantaggi dal contributo dai gruppi di rievocazione storica, arrivati sul set completamente attrezzati e con un notevole bagaglio di conoscenza sulle procedure militari, sulla vita da campo e le tattiche.

## Wargame
In alcune rievocazioni (prevalentemente sul periodo napoleonico) si può assistere a un wargame: esso consiste nello scontro delle due fazioni con l'aggiunta del punteggio per le squadre; in ogni drappello di uomini che si fronteggiano c'è almeno un giudice che decreta i punti da assegnare al plotone e quindi alla fazione. In questi casi vince chi ha più punti perché vuol dire che nella realtà avrebbe potuto uccidere il nemico: per prendere punti, di solito, ci si lascia alla fantasia storica del comandante il quale impartirà ordini alle sue squadre di attaccare i nemici in modo tale da prendere più punti.

## Terminologia
- Storia vivente: vivere a tutti gli effetti una situazione che si svolgeva in un tempo passato.
- Ricostruzione storica: Riproduzione la replica di un oggetto, un attrezzo, un'arma o un evento, servendosi di elementi noti e/o ipotesi documentate.
- Rievocare: rivestire il ruolo di un personaggio di un tempo passato.
- Rievocatore: colui che rievoca, viene talvolta utilizzata la nomenclatura anglofona re-enactor.